# This Is My Truth Tell Me Yours
This Is My Truth Tell Me Yours è un album dei Manic Street Preachers pubblicato nel 1998.

## Tracce
1. The Everlasting – 6:12
2. If You Tolerate This Your Children Will Be Next – 4:53
3. You Stole the Sun from My Heart – 4:23
4. Ready for Drowning – 4:34
5. Tsunami – 3:50
6. My Little Empire – 4:11
7. I'm Not Working – 5:52
8. You're Tender and You're Tired – 4:38
9. Born a Girl – 4:15
10. Be Natural – 5:12
11. Black Dog on My Shoulder – 4:51
12. Nobody Loved You – 4:43
13. S.Y.M.M. – 5:56